# Kapucinessenklooster (Antwerpen)

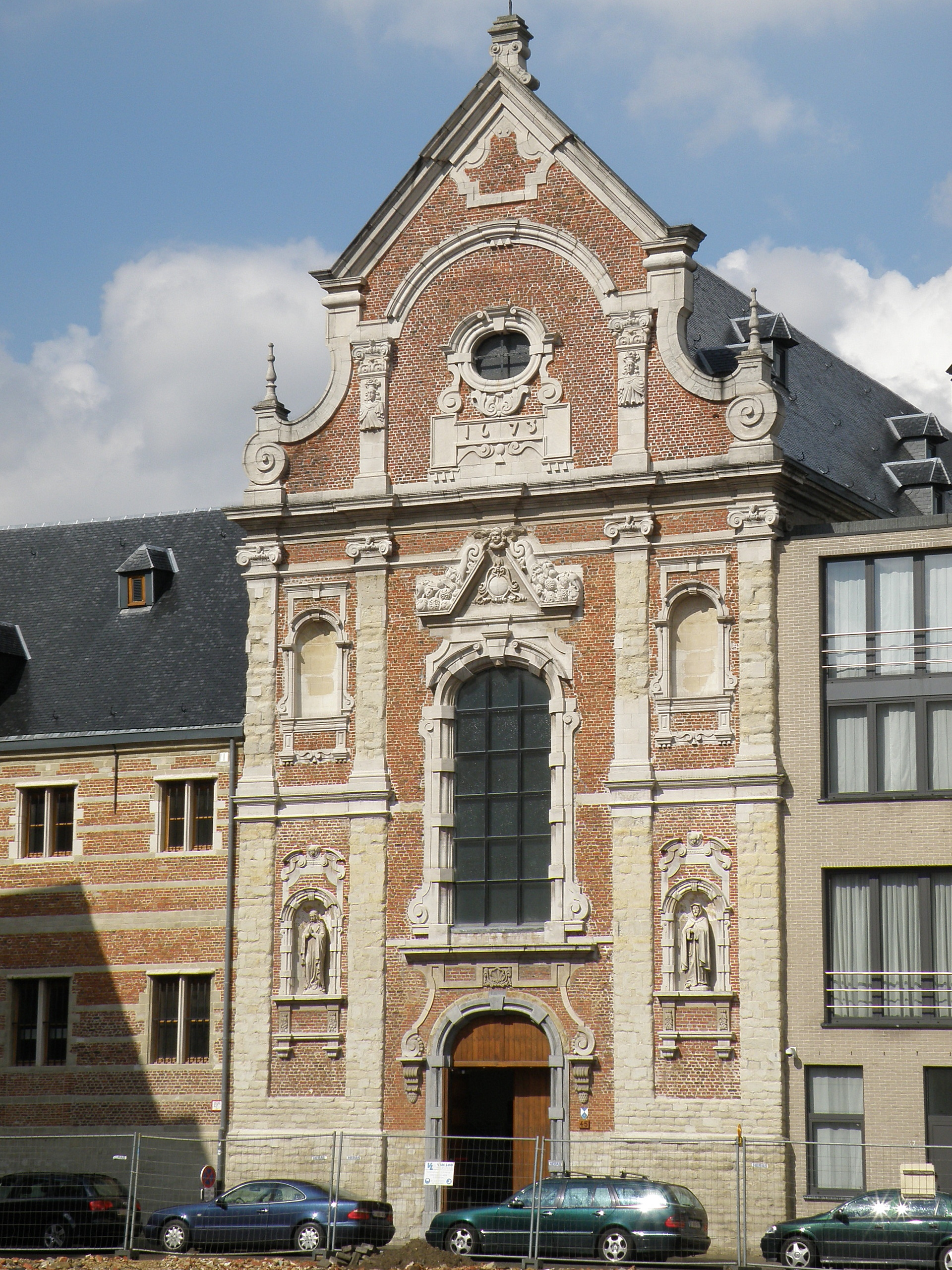
Kloosterkerk

Het Kapucinessenklooster is een voormalig klooster in de stad Antwerpen, gelegen aan de Sint-Rochusstraat_AN 41.

## Geschiedenis

### Kartuizers
In 1625 vestigden de kartuizers zich hier. Zij hadden in 1624 twee huizen aangekocht die dienden voor de lakennijverheid. In 1626 werd een kapel in gebruik genomen. Van 1634-1639 werd het klooster gebouwd. Hier huisvestten de kartuizers zich, die tijdens de godsdiensttwisten verdreven waren uit Vught en daarna verspreid waren geraakt. Van 1673-1677 werd een nieuwe, grotere, kerk gebouwd.
De kartuizers leefden in afzonderlijke kluizen terwijl er, naast de kerk, ook nog gemeenschappelijke gebouwen waren.
In 1782 werd het klooster op last van keizer Jozef II opgeheven en in 1783 moesten de monniken vertrekken waarna het complex in gebruik kwam als kazerne. In 1788 kwam er een diamantslijperij in, en in 1793 kwamen de monniken terug. Een jaar later echter werd het klooster opnieuw opgeheven, nu door de Fransen. In 1798 werd het klooster openbaar verkocht en in 1802 kwam er een suikerraffinaderij in, waartoe het geheel ingrijpend moest worden verbouwd.

### Kapucinessen
De slotzusters kapucinessen kwamen in 1644 vanuit Broekburg naar Antwerpen. In 1648-1797 leefden ze in een klooster aan de Schermersstraat. Ze werden verdreven en de gebouwen werden als kazerne in gebruik genomen. In 1843 werden de gebouwen gesloopt om de Kapucinessenstraat aan te leggen.
Ondertussen hadden de kapucinessen in 1834 de gebouwen van het Kartuizercomplex gekocht. De kapel was geheel tot een industriebedrijf ingericht. Op het achterliggende terrein waar de kartuizercellen en een groot gemeenschapsgebouw stonden, werd van 1854-1859 een gevangenis gebouwd.
De kerk werd gesplitst in een zusterkoor en het schip, dat als parochiekerk dienst ging doen. De kerk werd, naar ontwerp van Emmanuel Van Cuyck, opnieuw ingericht en er kwamen ook cellen voor de zusters.
Omstreeks 2000 werd het klooster en de kerk aangekocht door het Instituut voor Tropische Geneeskunde. In 2004-2006 werden opnieuw verbouwingen en aanpassingen uitgevoerd.

## Kerk
De kerk, gewijd aan het Heilig Kruis, is van 1673-1677. Het is een naar het noorden georiënteerde zaalkerk. De stijl is een overgangsstijl naar de barok, waarbij oudere architectuur, baksteen met speklagen van zandsteen, ook nog werd toegepast.
In het interieur vindt men een 18e-eeuws schilderij: De zeven werken van barmhartigheid. Ook is er een Sedes sapientiae uit de 16e of 17e eeuw, uit Duitsland afkomstig.

## Klooster
Het klooster heeft een vierkante binnenplaats met gebouwen aan de west- en zuidzijde. Aan de noordzijde bevindt zich de gevangenis. Aan de oostzijde vindt men de kerk.
Aan de straatzijde is een gevel in baksteen en zandsteen, van het 2e kwart van de 17e eeuw. Het washuis van de kapucinessen is van 1634-1639 en het oudste deel van het complex.